# Sacro Cardinalium Consilio
Sacro Cardinalium Consilio è un motu proprio del 26 febbraio 1965 di papa Paolo VI. Tale documento ha stabilito l'elettività delle cariche di Decano e Sottodecano del Collegio cardinalizio: "Ci piace infatti che in futuro queste due mansioni non siano ottenute di diritto da quei Cardinali che sono più anziani per promozione a qualche Sede suburbicaria (cf can. 237 § 1), bensì passino a quei cardinali che i Colleghi, Vescovi delle diocesi suburbicarie o insigniti del titolo di queste, avranno designato con i loro voti a tali mansioni."

## Contenuto
Il documento è strutturato in un'introduzione seguita da sei disposizioni:
- I. Il Decano da allora in poi deve essere eletto dai cardinali vescovi delle diocesi suburbicarie (escludendo quindi i Patriarchi Orientali dall'elezione) e scelto necessariamente tra uno di loro, poiché essi hanno l'obbligo di risiedere a Roma.
- II. L'elezione del Decano deve avvenire sotto la presidenza del Sottodecano o, in sua assenza, del protovescovo; l'elezione deve essere approvata dal papa.
- III. Le stesse modalità di elezione del Decano valgono per il Sottodecano; in questo caso l'elezione è presieduta dal Decano.
- IV. Questo modo di eleggere il Decano e il Sottodecano deve essere mantenuto anche in futuro.
- V. Il Sottodecano non ha più il diritto di succedere ipso facto alla carica appena divenuta vacante, ma ha il dovere di farne le veci fino alla nuova elezione.
- VI. Gli uffici di Decano e Sottodecano non subiscono variazioni.